# Ephesia eutychea
Ephesia eutychea är en fjärilsart som beskrevs av Treitschke 1835. Ephesia eutychea ingår i släktet Ephesia och familjen nattflyn. Inga underarter finns listade i Catalogue of Life.